# Агентство устойчивого и оперативного социального обеспечения (Азербайджан)
Агентство устойчивого и оперативного социального обеспечения — государственный орган Азербайджана, основными направлениями деятельности которого являются управление центрами DOST, мониторинг их деятельности и оценка эффективности, организация предоставления услуг в сфере занятости, труда, социальной защиты и безопасности, включая другие сферы деятельности Министерства труда и социальной защиты Азербайджана в соответствии со списком по организации оказания услуг в центрах «DOST».

## Общие сведения
Агентство создано 9 августа 2018 года. Агентство находится в подчинении Министерства труда и социальной защиты населения.
На 9 августа 2024 года Агентством оказывается 160 социальных услуг по 15 направлениям.
10 декабря 2018 года были утверждены правила предоставления услуг в центрах «DOST».
9 мая 2019 открыты административное здание Агентства и центр DOST №1. 24 декабря 2019 года открыт центр DOST №2. 19 мая 2020 года открыт центр DOST №3. 30 марта 2021 года состоялось открытие центра DOST №4. 14 июля 2021 года открыт центр DOST «Абшерон». 28 декабря 2022 открыт центр DOST №5.
22 октября 2021 года открыт Центр инклюзивного развития и творчества DOST (Баку).

## Структура
Органами управления Агентства являются Наблюдательный Совет и Правление.
Наблюдательный Совет осуществляет общее руководство и контроль над деятельностью Агентства. Совет  состоит из 7 членов:
- Министр труда и социальной защиты населения
- Помощник Первого вице-президента Азербайджанской Республики
- Председатель Государственного Агентства по обслуживанию граждан и социальных инноваций
- Председатель Правления Государственного Агентства по развитию малого и среднего бизнеса
- Председатель Конфедерации профсоюзов Азербайджана
- Президент Национальной конфедерации предпринимателей (работодателей) Азербайджана
- Представитель Министерства труда и социальной защиты населения

Председателем Наблюдательного совета является министр труда и социальной защиты Азербайджана.
Текущее руководство Агентством осуществляет Правление. Правление, состоящее из трех членов, Председателя Правления и двух его заместителей, назначается и увольняется председателем Наблюдательного Совета.
В Агентстве функционируют 11 структурных подразделений и Колл-центр 142.

## Call-центр
Посредством колл-центра  граждане не приходя в центр могут получить информацию о предоставляемых услугах и требующихся документах посредством телефонной связи или интернета. Также граждане вправе выразить свои предложения касательно деятельности министерства и центров DOST.
Колл-центр напрямую отвечает на запросы граждан, входящие в компетенцию структуры, а в случае поступления жалоб, регистрирует и направляет данный запрос в соответствующее структурное подразделение.
Колл-центр работает в будние дни (исключая праздничные дни и дни национального траура) с понедельника по пятницу с 9:00 до 18:00. Суббота и воскресенье являются нерабочими днями. В период пандемии COVID-19 Колл-центр работал в усиленном режиме в две смены — 9:00-17:00 и 17:00-22:00.

## Иные подразделения DOST
Рабочий центр
Центр принимает на работу безработных, направляет их на общественные работы и финансирует их заработную плату в связи с организацией оплачиваемых общественных работ. Центр осуществляет организацию общественных работ, экологическую реабилитацию (озеленение общественных мест, укладку лесных полос, уход за парками и общественными местами), ремонт, реставрацию, благоустройство.
Центр творчества и инклюзивного развития
Создан 5 октября 2021 года с целью развития навыков и творческого потенциала лиц с ограниченными возможностями по здоровью, инвалидностью, их детей, детей, потерявших родителей и лишённых родительской опеки, талантливых лиц из числа малообеспеченных семей.
Центр цифровых инноваций
Создан 17 декабря 2021 года. Осуществляет интегрированное управление информационно-коммуникационными вопросами центра, структурами в составе министерства, а также подчинённых учреждений. Работает в направлении усовершенствования сфер в области информационных технологий, взаимодействия государственных и негосударственных организаций с информационными базами данных, организации и устойчивости электронных услуг, поддержки и развития информационных систем, обеспечения эффективной и безопасной работы информационных систем и систем управления.

## Услуги
Агентство посредством центров DOST выступает в роли точки контакта (фронт-офисом) между гражданами и соответствующими государственными органами, выполняя функцию «единой платформы запросов». Платформа предоставляет доступ к услугам по 3 направлениям:
1. По принципу единого окна центры предоставляют доступ к услугам 5 подведомств министерства:Государственный фонд социальной защиты, Агентство социальных услуг, Государственное Агентство медико-социальной экспертизы и реабилитации, Государственное Агентство занятости, Государственная служба инспекции труда;
2. Мониторинг адресной государственной социальной помощи и предоставления социальных мобильных услуг;
3. Единый координационный центр[19] функционирует основываясь на принцип «Единой двери» и предоставляет услуги посредством 6 государственных структур: Министерство труда и социальной защиты населения, Министерство Обороны, Министерство Здравоохранения, Государственная служба по мобилизации и призыву на военную службу, местные исполнительные органы, Государственное агентство обязательного медицинского страхования для членов семей шехидов 1-й и 2-й Карабахской войны, военнослужащих, получивших ранения в этих войнах, и лиц, у которых установлена инвалидность в связи с участием в войнах. В центрах предоставляются 20 видов услуг в сфере трудоустройства, занятости, социальной защиты, медико-социальной экспертизы, реабилитации, лечения, обследований.

На март 2025 года Центрами DOST оказывается 161 услуга (143 услуги непосредственно центрами и 18 услуг через Единый координационный центр) по 15 направлениям, таким как занятость, трудовые отношения, трудовые пенсии, инвалидность, социальные пособия, президентские стипендии, социальное страхование, а также, вспомогательные функциональные нотариальные и банковские услуги, в том числе:
- Выдача справок связанных с направлениями деятельности МТСЗН
- Трудовые отношения (6 услуг)
- Инвалидность (11 услуг)
- Занятость (15 услуг)
- Трудовые пенсии (16 услуг)
- Социальные пособия, адресная социальная помощь (45 услуг)
- Усыновление (удочерение) (2 услуги)
- Персональный учет по страхованию (3 услуги)
- Обязательное государственное персональное страхование
- Социальные услуги (16 услуг)
- Вспомогательные функциональные услуги (18 услуг)
- Единый координационный центр (6 структур) (20 услуг)

10 июня 2023 года в Бакинском центре DOST №3 впервые запущена услуга «ƏN TEZ». Услуга предоставляет право осуществить видеозвонок в органы юстиции и судебные органы. В онлайн формате оказываются услуги по государственной регистрации актов гражданского состояния, обращения в суд по семейным вопросам, исполнение некоторых судебных решений, нотариальные услуги. 5 сентября 2023 года данная услуга также запущена в Бакинском центре DOST №1.

## Центры
| № | Центр               | Территориальный охват                     | Охват (количество/день) | Адрес | Телефон        | Дата открытия и административное здание |
| 1 | Баку DOST Центр № 1 | г. Баку, а также г. Шуша и район Зангилан | 400                     | г. Баку, Ясамальский район, улица И. Гутгашенлы 86                                                            | Колл центр 142 |                                         |
| 2 | Баку DOST Центр № 2 | г. Баку                                   | 100                     | г. Баку, Хазарский район, посёлок Шувелян, улица А. Ильдырым, 30 б                                            | Колл центр 142 |                                         |
| 3 | Баку DOST Центр № 3 | г. Баку                                   | 400                     | г. Баку, Низаминский район, проспект Гейдара Алиева, 183 б.                                                   | Колл центр 142 |                                         |
| 4 | Баку DOST Центр № 4 | г. Баку                                   | 800                     | г. Баку, Бинагадинский район, проспект З. Буньятова 3103                                                      | Колл центр 142 |                                         |
| 5 | Баку DOST Центр № 5 | г. Баку                                   | 650-700                 | г. Баку, Хатаинский район, ул. Мехди Мехдизаде, 31                                                            | Колл центр 142 |                                         |
| 6 | DOST Центр Абшерон  | район Абшерон                             | 400                     | Абшеронский район, г. Хырдалан, шоссе Баку-Сумгаит, 7 км, жилой комплект «Абшеронский молодежный городок», 27 | Колл центр 142 |                                         |

График работы всех “DOST” центров
Рабочие дни (исключая праздничные дни и дни национального траура): Понедельник – Пятница: 9:00-18:00;
Нерабочие дни: Суббота и воскресенье
До конца 2025 года планируется открытие 17 региональных центров «DOST», включая 55 районных филиалов. Тем самым, услуги «DOST» будут охватывать всю территорию Азербайджана и станут доступны для всего населения страны.

## Статистика
Количество обращений по годам:
| Год  | Центры DOST | Колл-центр 142 |
| ---- | ----------- | -------------- |
| 2019 | 62 948      | 202 291        |
| 2020 | 177 632     | 673 374        |
| 2021 | 410 575     | 899 354        |

С момента открытия по 9 августа 2024 года Агентством обслужено более 2,8 млн граждан. Колл-центр DOST принял обращения около 6 млн чел.

## Волонтеры
Волонтерская деятельность в Агентстве DOST осуществляется посредством подпрограмм «Молодой DOST», «Серебренный DOST», «Дистанционный DOST» и «Корпоративный DOST». В центрах работают 211 волонтеров. На март 2022 года из 1848 выпускников программы «Волонтеры DOST» 158 участников продолжили свою трудовую деятельность как сотрудники Агентства DOST и DOST центров.
«Молодой DOST»
Подпрограмма создана с целью вовлечения молодежи 16-29 лет в социально-общественную деятельность, приобретения и развития профессиональных знаний и навыков, а также, эффективной организации досуга.
«Серебренный DOST»
Подпрограмма «Серебряный ДОСТ», совместно организованная программой «Волонтеры ДОСТ» и проектом «Третья весна», создана для обеспечения активного образа жизни пенсионеров (50+ лет) и поддержки эффективной организации досуга.
«Дистанционный DOST»
Подпрограмма создает условия для онлайн-реализации задач в сферах образования, обучения, научных исследований, связей с общественностью, консалтинга и тд. В то же время, участие людей с ограниченными физическими возможностями в подпрограмме, не покидая своего места жительства, создало условия для их социальной интеграции в общество, повышения социальной ответственности и личностного развития.
«Корпоративный DOST»
В подпрограмму вовлечены частные, государственные, общественные и другие организации, заинтересованные в сотрудничестве в рамках социальной ответственности и осуществляющие деятельность в сфере выездных тренингов, наставничества, организации социальных проектов и мероприятий, экологического и других актуальных направлений.
С момента открытия Агентства по 9 августа 2024 года волонтёрами стали 5,2 тыс. чел.
Программа волонтёров DOST является победителем международного конкурса «Global HR Summit 2023».

## Стандарты
Агентство DOST работает на основе «Интегрированной системы менеджмента», применяемой в соответствии со стандартами Международной организации по стандартизации (ISO). В эту систему входят мероприятия, отвечающие требованиям следующих стандартов:
- “ISO 9001: 2015”[27] – Системы менеджмента качества;
- “ISO 10002: 2018”[28] – Руководящие указания по работе с претензиями клиента;
- “ISO 26000: 2010”[29] –  Социальная ответственность;
- “ISO 37001: 2016”[30] – Системы менеджмента борьбы со взяточничеством.

Агентство DOST приступило к внедрению «Интегрированной системы менеджмента» в 2021 году. По результатам международного аудита, проведенного с декабря 2021-го года по февраль 2022-го года, Агентству были вручены вышеуказанные сертификаты на применение соответствующей системы.

## Международные отношения и проекты
Агентство DOST строит международные отношения под девизом «Признание и развитие» по 4 основным направлениям:
- Продвижение концепции DOST на соответствующих международных площадках;
- Расширение сотрудничества с международными экспертными и донорскими организациями;
- Реализация совместных проектов с международными организациями в сфере социальной защиты и безопасности;
- Поддержка институционального развития Агентства с использованием международного опыта.

Сотрудничество с Фондом Организации Объединенных Наций в области народонаселения.
3-й компонент совместного проекта Министерства труда и социальной защиты населения Азербайджанской Республики и Фонда ООН в области народонаселения (ЮНФПА) «Создание общества для всех возрастов: Обеспечение благополучия пожилых людей в Азербайджане посредством активного старения» был реализован Агентством DOST. Деятельность основана на вовлечении пожилых людей в новые социальные инициативы и организации новых социальных услуг:
- Предоставлять консультационные услуги пожилым людям во всех областях социальной защиты и социального обеспечения, обучать и расширять их возможности по эффективному использованию новых технологий, обеспечивать их самой последней, наиболее достоверной и объективной информацией о возможностях долгосрочного ухода и услуг;
- Воспользоваться консультационными услугами пожилых людей на основе их организационной и интеллектуальной памяти.

В результате проект охватил более 19 тысяч участников и 46 человек из возрастной категории 65+ поделились своим опытом путем видео-уроков и вебинаров. Также, более 1000 молодых, участвующих на курсах, получили сертификаты и 1050 пожилых людей были вовлечены на курсы по изучению ИКТ.
Сотрудничество с Программой развития ООН.
«Школа Инклюзивного Искусства» впервые была создана в Азербайджане в Баку DOST Центре №4 совместно с локальным офисом Программы развития ООН. Проект, посредством взаимосвязанных мероприятий, путем особого внимания направлен на поддержку усилий правительства по обеспечению прав, достойного оценивания, инклюзивности и доступности ветеранам Нагорно-Карабахской войны и женщинам с ограниченными возможностями. Для обеспечения продолжительности проекта осуществляется организационная и информационная поддержка путем Центра DOST, мобилизуются волонтеры для помощи людям с инвалидностью, покрываются расходы на уборку, технические услуги, электроэнергию, охрану и интернет.
Сотрудничество с Европейской Социальной Сетью
С марта 2021 года Агентство DOST является членом Совета Европейской социальной сети (ESN). Миссия Европейской социальной сети заключается в содействии обмену информацией в области государственных социальных услуг, здравоохранения, образования, занятости и социальной интеграции на благо людей и сообществ посредством передовой политики и практики.
С момента своего создания Агентство поддерживает тесные связи с данной организацией и в качестве члена Совета внесло предложения в ходе ряда стратегически важных дискуссий. Агентство активно участвует во всех мероприятиях, конференциях и международных дискуссиях организации в сфере услуг социального обеспечения с целью продвижения концепции DOST, а также, изучения опыта других стран и развития социального обеспечения.
Сотрудничество с Международной Ассоциацией Социального Обеспечения
В августе 2021 года Агентство DOST подал заявку на участие в «Программе признания ISSA» с целью повышения уровня предоставления услуг и операций населению. В настоящее время Агентство работает над внедрением новых руководств, а также над оптимизацией существующих процессов в соответствии с «Руководством по Качеству Услуг». Была проведена первоначальная оценка Руководящих принципов программы признания BSTA, в том числе определены необходимые документы и операции. Первоначальная версия документа размещена для экспертной оценки на онлайн-платформу.

## Сотрудничество с местными структурами
- 21.01.2021- между Агентством DOST и Университетом АДА был подписан меморандум взаимопонимания.[36] На основании подписанного документа осуществляется подготовка и обучение, практика, исследованные работы, международное признание и реализация совместных проектов в целях содействия развитию отношений между государственным сектором и Университетом с использованием существующей инфраструктуры и экспертной базы Университета и Агентства.
- 16.03.2022- между Агентством DOST и Азербайджанским Университетом Кооперации был подписан меморандум взаимопонимания.[37] Согласно меморандуму, стороны обязуются обмениваться опытом, организовывать совместные программы, развивать знания и навыки студентов в сфере оказания государственных услуг. Меморандум также охватывает реализацию инновационных инициатив, исследования, статистику и анализ, а также организацию совместной деятельности по другим аналогичным вопросам.
- 01.04.2022- между Агентством DOST и Бакинским Государственным Университетом был подписан меморандум взаимопонимания.[38] Меморандум содержит статьи о развитии совместной платформы сотрудничества, поиске инновационных и высокотехнологичных решений в сфере госуслуг. Сотрудничество предусматривает участие студентов и магистров университета в различных волонтерских программах и стажировках. Сотрудники агентства также получат пользу от учебно-инновационной инфраструктуры университета, а волонтеры DOST участвуют в обучающих программах университета для молодежи.

## Награды
В 2021 году DOST попал 3 заявки в номинации на награду «Самый лучший опыт ISSA 2022».
- «Равные права и достойная жизнь» — в списке финалистов
- «DOST: социальная защита для лиц в возрасте 65+» — в списке финалистов
- «Мониторинговая система удовлетворенности граждан Агентства DOST» — в списке финалистов

Участие в премия ООН за вклад в развитие государственной службы 2022
3 декабря 2021-го года Агентство DOST представило заявку под названием «DOST: Умная модель для устойчивых социальных услуг» членам жюри в категории «Поощрение инноваций для предоставления инклюзивных и равноправных услуг для всех, в том числе посредством цифровой трансформации».
Участие в номинациях «Премии Европейских социальных услуг»
В 2020 и 2021 годах. Агентство DOST попало в список финалистов конкурса «European Social Network Award» (ESSA) по 3-м заявкам. В 2021 году Агентство подало заявки в 2-х категориях «Технологический инструмент» и «Выдающаяся команда». В апреле 2022 года DOST выиграл награду «ESSA 2021» в номинации «Технологический инструмент».
С момента открытия по 9 августа 2024 года Агентство удостоено более 30 международных наград и сертификатов.

## Удовлетворенность граждан
В целях дальнейшего повышения качества услуг, предоставляемых в центрах DOST, проводится оценка удовлетворенности граждан. Для измерения удовлетворенности используются широко распространенные современные подходы, такие как NPS (показатель Net Promoter Score) и CSAT (удовлетворенность клиентов).
На август 2024 года уровень удовлетворенности граждан центрами DOST составляет 98,2%. Уровень удовлетворенности Call-центром 142 равен 89,3%.